# Monocopter

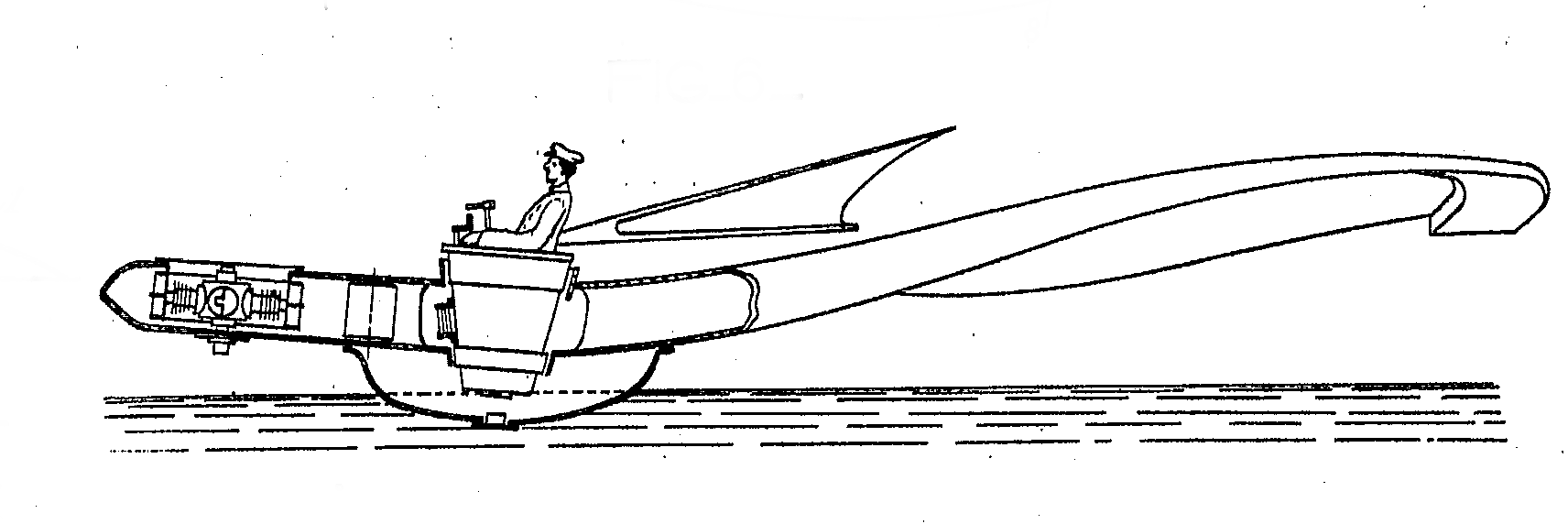
Zeichnung aus dem Patent von Alphonse Papin und Didier Rouilly (1912)

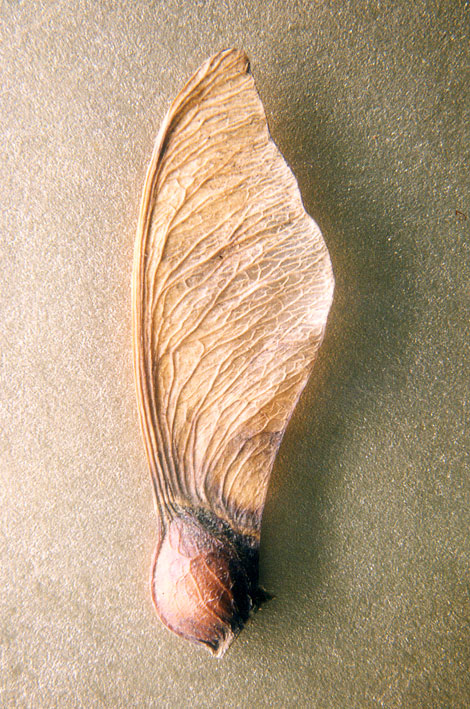
Ahornsame

Ein Monocopter oder Gyropter ist ein Drehflügler mit einem einzigen Rotorblatt. Das Konzept ähnelt einem vom Baum fallenden Ahornsamen.

## Geschichte

### Papin-Rouilly Gyroptère
Der Gyroptère wurde in den Jahren 1912–1914 von Alphonse Papin und Didier Rouilly in Frankreich entworfen, inspiriert durch Ahornsamen. Papin und Rouilly erhielten französische Patente und 1915 ein US-Patent.
Der Gyroptère wurde im französischen Journal La Nature 1914 als „un boomerang géant“ (ein riesiger Bumerang) bezeichnet.

### Bölkow Bo 102 und Bo 103
Der Bölkow Bo 103 war ein 1961 bei der Firma Bölkow Entwicklungen KG vom deutschen Verteidigungsministerium in Auftrag gegebenes Forschungsprojekt eines Trainingshubschraubers. Der Bo 103 stellte eine Weiterentwicklung des auf einem Bodengestell befestigten Hubschraubertrainers Bo 102 dar. Beide Typen besaßen einen aus einem Stück gefertigten GFK-Einblattrotor, der ein Gegengewicht aufwies. Der Durchmesser der Rotorkreisfläche war 6,57 m. Während von der Bo 102 eine kleine Serie aufgelegt wurde, konnte von der Bo 103 mangels Interesse des deutschen Militärs nur ein Prototyp im Jahre 1962 hergestellt werden.